# Петар и Февронија Муромски
Свети кнез Петар и кнегиња Февронија Муромски (у монаштву Давид и Ефросинија), супружници, канонизовани су светитељи Руске православне цркве.
Били су веома побожни и милосрдни. Хранили су гладне, неговали болесне, збрињавали сиротињу. Живели су строго хришћански; били смирени, целомудрени и некористољубиви. У старости су обоје примили монаштво, и обоје се преставили у исти дан, 1228. године.
Иако су историјске личности, њихово детаљније житије не постоји. Према усменим народним казивањима о њима, монах Еразмо је, средином 16. века, начинио "Приповетку о животу светих Петра и Февроније", која представља више морално-поучну легенду, него историјски извор.
Њихове свете мошти налазе се у Муромској саборној цркви.
Православна црква их прославља на дан њиховог упокојења, 25. јуна по јулијанском, односно 8. јула по грегоријанском календару.
Од 2008. године се у Русији њихов празник прославља као Дан породице, љубави и верности.

## Супружничка верност
Када се властела окренула против кнегиње Февроније, кнез Петар је напустио свој престо и отишао са супругом у изгнанство, стављајући тако Богом установљени свети брак на прво место.
Будући да су свој земаљски живот окончали као монаси, људи су више пута покушали да их сахране одвојено. Међутим њихова тела су нестајала из ковчега и оказивала се једно уз друго. На крају су их сахранили заједно у Саборном храму Пресвете Богородице.

## Унутрашње везе
- Дан Петра и Февроније
- Приповетка о Петру и Февронији
- Прича о Петру и Февронији (цртани филм)